# Кулебякин, Вячеслав Александрович
Вячесла́в Алекса́ндрович Кулебя́кин (род. 30 ноября 1950, Ленинград) — советский легкоатлет, специалист по барьерному бегу. Выступал за сборную СССР по лёгкой атлетике в 1970-х годах, обладатель серебряной медали чемпионата Европы в помещении, бронзовый призёр Универсиады, победитель и призёр первенств всесоюзного значения, участник летних Олимпийских игр в Монреале. Представлял Ленинград и спортивное общество «Динамо».

## Биография
Вячеслав Кулебякин родился 30 ноября 1950 года в Ленинграде. Состоял в спортивном обществе «Динамо».
Впервые заявил о себе на всесоюзном уровне в сезоне 1973 года, когда в беге на 200 метров с барьерами одержал победу на чемпионате СССР в Москве.
В 1974 году выиграл бронзовую медаль в беге на 60 метров с барьерами на зимнем чемпионате СССР в Москве.
В 1975 году на чемпионате страны в рамках VI летней Спартакиады народов СССР в Москве взял бронзу в 110-метровом барьерном беге и в эстафете 4 × 100 метров.
На чемпионате СССР 1976 года в Киеве в дисциплине 110 метров с барьерами финишировал вторым позади Виктора Мясникова. Благодаря этому успешному выступлению вошёл в основной состав советской сборной и удостоился права защищать честь страны на летних Олимпийских играх в Монреале — благополучно преодолел предварительный квалификационный этап и стадию полуфиналов на дистанции 110 метров, тогда как в решающем финальном забеге с результатом 13,93 пересёк финишную черту седьмым.
В 1977 году победил в беге на 60 метров с барьерами на зимнем чемпионате СССР в Минске, стал бронзовым призёром в беге на 110 метров на летнем чемпионате СССР в Москве. Будучи студентом, представлял Советский Союз на Универсиаде в Софии, откуда привёз награду бронзового достоинства.
В 1978 году был лучшим на дистанциях 60 и 110 метров на зимнем чемпионате СССР в Москве, причём в дисциплине 110 метров установил всесоюзный рекорд — 13,74. С личным рекордом 7,72 выиграл серебряную медаль в 60-метровом барьерном беге на чемпионате Европы в помещении в Милане — здесь его обошёл только титулованный восточногерманский спортсмен Томас Мункельт. На чемпионате Европы в Праге в финале бега на 110 метров с барьерами финишировал шестым.
В 1979 году в дисциплине 60 метров с барьерами получил серебро на зимнем чемпионате СССР в Минске, занял четвёртое место на чемпионате Европы в помещении в Вене.
В феврале 1980 года стал бронзовым призёром в 60-метровом барьерном беге на зимнем чемпионате СССР в Москве, в июне на соревнованиях в Ленинграде установил свой личный рекорд в 110-метровом барьерном беге — 13,52.